# Winfrid Halder
Winfrid Halder (* 3. Dezember 1962 in Dinslaken) ist ein deutscher Historiker.

## Leben
Halder wuchs in Oberbayern auf. Nach dem Abitur am Staatlichen Landschulheim Marquartstein war er von 1982 bis 1984 Reserveoffizieranwärter beim Gebirgsjägerbataillon 234 in Mittenwald.
Von 1984 bis 1992 studierte er Geschichte und Politikwissenschaften an der Ludwig-Maximilians-Universität München und der Albert-Ludwigs-Universität Freiburg. Nach dem Magister Artium (1989) wurde er 1992 als Stipendiat der Konrad-Adenauer-Stiftung bei Hugo Ott mit der Dissertation Katholische Vereine in Baden und Württemberg, 1848–1914. Ein Beitrag zur Organisationsgeschichte des südwestdeutschen Katholizismus im Rahmen der Entstehung der modernen Industriegesellschaft zum Dr. phil. promoviert.
Von 1993 bis 2003 war Halder wissenschaftlicher Assistent am Lehrstuhl für Wirtschafts- und Sozialgeschichte (Ulrich Kluge) der Technischen Universität Dresden. 1999 habilitierte er sich dort mit der Arbeit Modell für Deutschland. Wirtschaftspolitik und Wirtschaftsverwaltung in Sachsen 1945–1948. Ein Beitrag zur Geschichte der Sowjetischen Besatzungszone in Deutschland. Von 2003 bis 2007 war er Vertretungsprofessor und Lehrbeauftragter an der TU Dresden und der HTWK Leipzig. Seit 2006 ist er Direktor der Stiftung Gerhart-Hauptmann-Haus in Düsseldorf und Lehrbeauftragter am Historischen Seminar der Heinrich-Heine-Universität Düsseldorf.
Halder ist u. a. Beiratsmitglied der Görres-Gesellschaft, Mitglied des Verbandes der Historiker und Historikerinnen Deutschlands, der Werner-Bergengruen-Gesellschaft, der Gesellschaft für Sozial- und Wirtschaftsgeschichte und der Preußischen Historischen Kommission. Er revidierte und erweiterte das 1998 von Horst Pötzsch verfasste Buch Deutsche Geschichte von 1945 bis zur Gegenwart für eine 4. Auflage im Jahr 2015. Im Juni 2015 wurde Halder zum Direktor der Stiftung Flucht, Vertreibung, Versöhnung gewählt. Im November 2015 wurde bekannt, dass er die Stelle nicht antreten werde.
Halder ist verheiratet und Vater von fünf Kindern.

## Schriften (Auswahl)
- Katholische Vereine in Baden und Württemberg, 1848–1914. Ein Beitrag zur Organisationsgeschichte des südwestdeutschen Katholizismus im Rahmen der Entstehung der modernen Industriegesellschaft (= Veröffentlichungen der Kommission für Zeitgeschichte, Reihe B, Forschungen, Bd. 64). Schöningh, Paderborn u. a. 1995, ISBN 3-506-79967-3.
- „Modell für Deutschland“. Wirtschaftspolitik in Sachsen 1945–1948. Schöningh, Paderborn u. a. 2001, ISBN 3-506-73909-3.
- Exilrufe nach Deutschland. Die Rundfunkreden von Thomas Mann, Paul Tillich und Johannes R. Becher 1940–1945. Analyse, Wirkung, Bedeutung (= Tillich-Studien, Beihefte, Bd. 3). Lit, Münster u. a. 2002, ISBN 3-8258-5875-8.
- Deutsche Teilung. Vorgeschichte und Anfangsjahre der doppelten Staatsgründung (= Deutsche Geschichte im 20. Jahrhundert). Pendo Verlag, Zürich 2002, ISBN 3-85842-552-4.
- Innenpolitik im Kaiserreich, 1871–1914 (= Geschichte kompakt, Neuzeit). Wissenschaftliche Buchgesellschaft, Darmstadt 2003, ISBN 3-534-15483-5. (2. Auflage 2006, 3. Auflage 2011).
- (Hrsg. mit Michael Serrer): Der weite Weg gen Westen. Geflohen – vertrieben – angekommen an Rhein und Ruhr. Schöningh, Paderborn u. a. 2008, ISBN 978-3-506-76683-0.